# USS Bering Strait (AVP-34)
El USS Bering Strait (AVP-34) fue un portahidroaviones de la clase Barnegat que sirvió en la Armada de los Estados Unidos de 1944 a 1946; en la Guardia Costera de EE. UU. de 1948 a 1966; en la marina de guerra de Vietnam del Sur de 1971 a 1976; y en la marina de guerra de Filipinas de 1976 a 1985.

## Construcción
Fue colocada la quilla en 1943 en Lake Washington Shipyards de Houghton (Washington). Fue botado el casco en enero de 1944. Y fue asignado en julio de 1944.

## Historia de servicio
Incorporado por la 6.ª Flota de la US Navy, entró en acción en la batalla de Iwo Jima y en la batalla de Okinawa (ambas contra Japón). Finalizada la SGM, la nave pasó a la Guardia Costera y cambió su nombre a USCGC Bering Strait (WAVP-382), combatiendo en la guerra de Vietnam de 1967 a 1971. Fue luego transferido a la marina de guerra de la República de Vietnam (Vietnam del Sur) pasando a llamarse RVNS Tran Quang Khia (HQ-2). Tras la caída de Saigón, el buque huyó a Filipinas y quedó en el posesión de la marina de Filipinas; y continuó como BRP Diego Silang (PF-9) hasta 1985.